# Прегийак
Прегийа́к (фр. Préguillac) — коммуна во Франции, находится в регионе Пуату — Шаранта. Департамент коммуны — Шаранта Приморская. Входит в состав кантона Сент-Запад. Округ коммуны — Сент.
Код INSEE коммуны — 17289.

## Население
Население коммуны на 2010 год составляло 436 человек.
| 1962 | 1968 | 1975 | 1982 | 1990 | 1999 | 2010 |
| ---- | ---- | ---- | ---- | ---- | ---- | ---- |
| 240  | 244  | 243  | 278  | 305  | 324  | 436  |